# IC 5275
IC 5275 је двојна звијезда у сазвјежђу Пегаз која се налази на листи објеката дубоког неба у Индекс каталогу.
Деклинација објекта је + 18° 51' 45" а ректасцензија 22h 58m 39,2s.